# Авіаудар США по міжнародному аеропорту Багдада 2020 року
Авіаудар США по міжнародному аеропорту Багдада 3 січня 2020 року — авіаудар по конвою поблизу міжнародного аеропорту Багдада і самому аеропорту, завданий збройними силами США 3 січня 2020 року. Ціль удару — Касем Сулеймані, командувач підрозділом «Кудс» Іранського Корпусу Вартових Ісламської революції і Абу Махді Аль-Мухандіс — командир іракського угрупування шиїтських ополченців «Сили народної мобілізації». В результаті ракетної атаки безпілотників конвой був знищений. Сулеймані і Абу Махді загинули.
У зв'язку з убивством генерала Сулеймані в Ірані був оголошений триденний траур.
Удар завданий як відплата за напад на авіабазу K-1 і посольство США. Удар не був узгоджений з іракською владою і Радою Безпеки ООН.

## Причини
Причиною нападу став напад на американське посольство в Іраку 31 грудня 2019 року, вчинений прихильниками ополчення Сил народної мобілізації в помсту за бомбардування ВПС США їхніх об'єктів. Як пізніше заявили американці, напад імовірно підтримав і організував генерал Касем Сулеймані.
Одним з ініціаторів організації вбивства Сулеймані був Майк Помпео. Він протягом кількох місяців пропонував Трампові схвалити цю операцію. Як стверджують Washington Post, політик по кілька разів на день обговорював таку можливість з Президентом США.

## Напад
Касем Сулеймані та Абу Махді аль-Мухандіс були вбиті під час авіаційного удару США 3 січня 2020 року під час руху конвою на під'їзній дорозі поблизу міжнародного аеропорту Багдада. Кілька ракет, випущених американсьним безпілотним бойовим літальним апаратом MQ-9 Reaper влучили в авто конвою, що призвело до загибелі 10 людей.
Міністерство оборони США заявило, що американська атака проводилася «за вказівкою президента» і мала на меті стримати майбутні напади. Президент Трамп заявив, що Сулеймані планував подальші напади на американських дипломатів та військових і схвалив напади на американське посольство в Багдаді.

### Реакція
НАТО тимчасово припинила свою навчальну місію в Іраку 4 січня. Прес-секретар Ділан Уайт наголосив в електронній заяві: «Безпека персоналу в Іраку є першорядною. Ми продовжуємо вживати всіх необхідних заходів безпеки».
Генеральний секретар ООН Антоніу Гутерреш висловив стурбованість ескалацією та закликав лідерів «проявляти максимальну стриманість».
Агнес Калламар, спеціальний доповідач ООН з питань судових розглядів заявила, що вбивство, порушило міжнародні закони про права людини. Крім того, Калламар розкритикувала заяву США, що вони не згадали інших, які були вбиті разом з Солеймані. «Ненавмисно? Можливо. Незаконно? Абсолютно», — додала Калламар.
Китай, Індія та Пакистан закликали до стриманості після нападу, а Британія закликала всіх учасників протистояння реагувати обережно, кажучи, що «подальший конфлікт не відповідає їхнім інтересам». Однак міністр закордонних справ Великої Британії Домінік Рааб зазначив, що його уряд «завжди визнавав агресивну загрозу з боку іранської сили Quds».
Німеччина повідомила, що Близький Схід досяг «небезпечної точки ескалації», і конфлікт можна вирішити лише дипломатичним шляхом. Міністр закордонних справ Німеччини Гайко Маас заявив, що авіаудари не «полегшили зменшення напруженості», але зазначив, що вони «супроводжували низку небезпечних іранських провокацій». Заступник міністра закордонних справ Франції Амелі де Моншалін заявила радіо RTL: «Ми прокидаємося в більш небезпечному світі. Військова ескалація завжди небезпечна». Італія попередила, що зростаюча напруга може підживити подальший «тероризм і насильницький екстремізм». Однак лідер опозиції Маттео Сальвіні аплодував вбивству Солеймані, якого він назвав «одним з найнебезпечніших і найжалюгідніших людей у світі, ісламським терористом, ворогом Заходу, Ізраїлю, прав та свобод».
Іран провів кілька атак на військові бази США в Іраку. Зокрема, сім мінометних мін було випущено по авіабазі Балад, було поранено 4-х іракських військових.
21 січня депутат парламенту Ірану Ахмад Хамза оголосив про винагороду розміром 3 млн доларів за вбивство Дональда Трампа.

## Наслідки
Після нападу представники Ірану заявили про плани щодо військової відповіді. В ніч проти 8 січня іранські сили завдали удару десятками ракет по військовій американській базі в Іраку. Пентагон підтвердив атаку на щонайменше дві військові бази. Спочатку Трамп заявляв, що ніхто з військових США не постраждав, але згодом AP опублікували дані, що 34 військових отримали черепно-мозкові трамви, і до 25 січня 17 солдатів продовжували перебувати під медичним оглядом.
Цього ж дня поблизу Тегерану військами ППО Ірану було збито літак Boeing 737 української МАУ, що виконував рейс з Тегерану до Борисільського летовища в Києві. Літак впав за дві хвилини після зльоту, всі 176 людей на борту загинули. Спочатку повідомлялось, що причиною падіння було загоряння двигуна через технічну несправність, однак згодом стало відомо, що літак було збито.
13 січня керівник судової влади Ірану Сейєд Ебрагім Райсі заявив, що Іран подасть у міжнародний суд на Дональда Трампа за вбивство Сулеймані. Незважаючи на кілька атак на військові бази, 16 січня 2020 Пентагон заявив, що не збирається виводити війська з Іраку.
10 червня представник судової влади Ірану Голамхосейн Есмаілі заявив, що іранець Махмуд Мусаві Маджд був викритий у співпраці з ізраїльським Моссадом та ЦРУ. Він начебто передавав їм дані про іранських військових. Його було засуджено до смертної кари.